# Potamós (Cythère)
Ne doit pas être confondu avec Potamós (Anticythère).
Potamós, en grec moderne : Ποταμός, est un village de l'île de Cythère, en Grèce.
Selon le recensement de 2011, la population du village compte 476 habitants.